# Verdrängungsdicke
Die Verdrängungsdicke {\displaystyle \delta ^{*}}, ein Begriff der Strömungsmechanik (Grenzschichttheorie), ist ein Maß für die Verschiebung der Stromlinien nach außen aufgrund der Entstehung einer Grenzschicht. Die Verdrängungsdicke entspricht derjenigen Strecke, um die man die Platte, an der sich die Grenzschicht ausbildet, verschieben müsste, um den gleichen Massenfluss zu erhalten wie im Fall einer Platte ohne Grenzschicht.
Die Verdrängungsdicke ist definiert als:
{\displaystyle \delta ^{*}=(\delta _{1})=\int _{0}^{\delta (\infty )}\left(1-{\frac {\overline {u}}{u_{0}}}\right)\cdot dy}
mit
- {\displaystyle \delta }: Dicke der Grenzschicht
- {\displaystyle {\overline {u}}}: gemittelter Geschwindigkeitsverlauf
- {\displaystyle u_{0}}: Anströmgeschwindigkeit der unendlichen Außenströmung.

Der Formparameter {\displaystyle H} einer Grenzschicht lässt sich bestimmen als Verhältnis der Verdrängungsdicke und der Impulsverlustdicke {\displaystyle \theta }:
{\displaystyle H={\frac {\delta ^{*}}{\theta }}}